# 胶合板

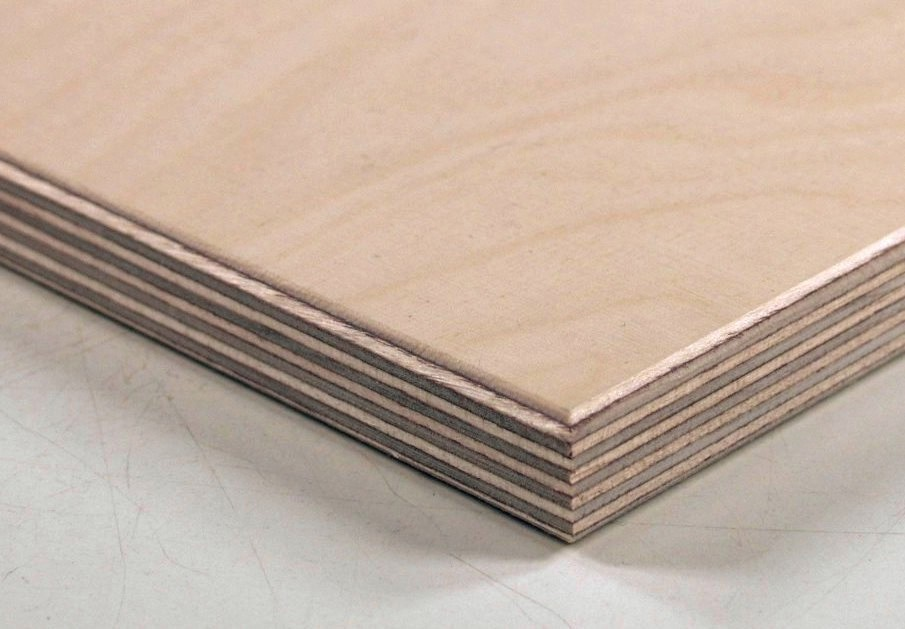
胶合板。注意不同木紋理強度方向交錯膠合（順向-亮色）（斷面-暗色）。

胶合板也叫夾板、多层材（英語：Laminated Veneer Lumber，縮寫LVL，更通用的英文用語是Plywood）是第一种发明的科技木材。由比较薄的木单板制作。由相邻两层木纹相互垂直的木片（单板）叠合。木片之间涂上强力胶，在一定温度一定压力下压合而成。通常用酚醛胶、脲醛胶和三聚氰胺胶。使用胶合板代替木板的普遍原因是因为胶合板具有很强的抗破裂、抗收缩、抗扭曲和普通的高强度属性。胶合板與Glued laminated timber（Glulam）不同。

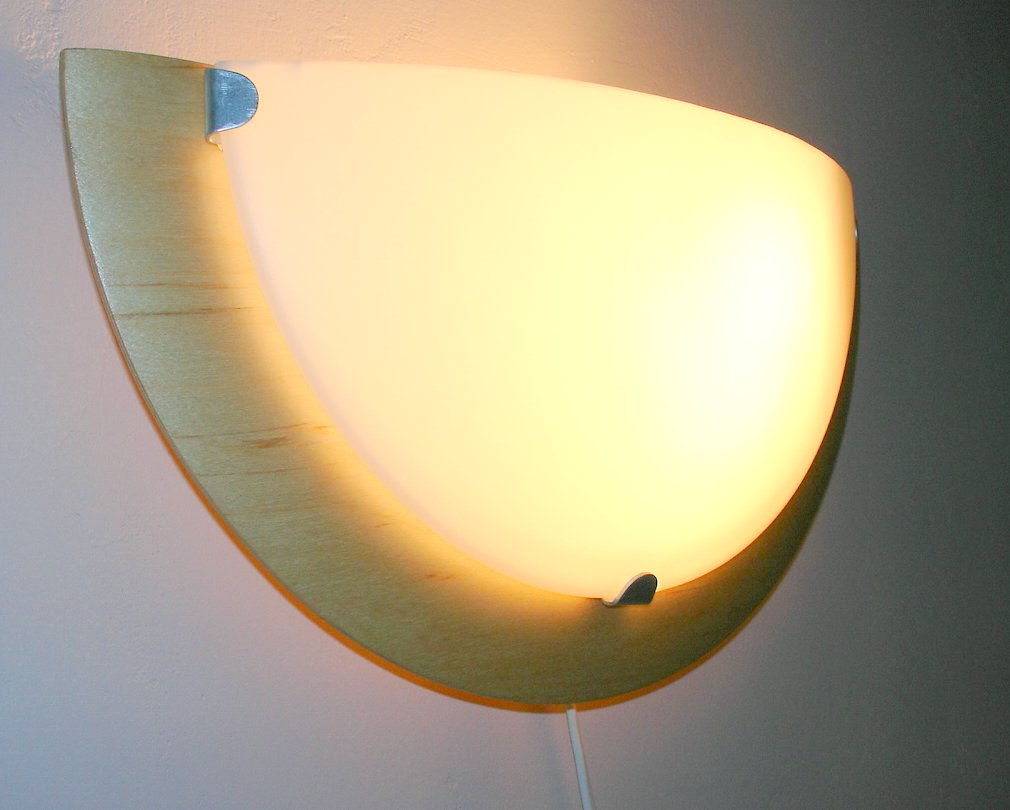
这盏墙灯一部分是由胶合板制作的

## 胶合板类型
胶合板具有很广泛的分类和用途。软木胶合板通常由花旗杉杨木和松木， 这些木材被广泛应用在建筑和工业目的上。装饰板通常使用硬木做胶合板的面皮。包括橡木、红橡、桦木、枫木、柳桉（菲律宾桃花心木）和其它的硬木树种。
胶合板如果用在室内，一般使用较便宜的脲醛胶。这种胶防水性能有限。室外用和海洋板由于要防腐通常使用酚醛胶。以抵抗胶合板分层开合，并在高湿情况下保持强度。
最普通的软木胶合板有三种：三层、五层和七层的芯板黏合。最外是注重美觀的面板、和次美觀的底板。大小为1220x2440mm（4x8英尺）每一层芯板的厚度从1.2到4.2mm不等。天花板一般用厚度小于9.5mm，地板由于地板宽度不等而使用厚度至少11.8mm， 地板通常使用开槽胶合板每一张一面是凸起另一面是凹槽。两块可以拼合成一块。至於超耐磨地板用的是更薄的纤維板，非胶合板。
高强度胶合板，像航空胶合板，由桃花心木或者桦木制成。曾用在二战航空器上。包括英国建造的蚊式轰炸机。貨櫃底胶合板、貨車斗胶合板，則多由橡胶木制成。

## 胶合板产品
胶合板产品要求很好的原木，锯成要求的长度，剥去树皮。旋切或刨切，干燥，修补然后涂胶（冷压）热压， 经过热压再次修补，锯边，分检就成成品了。

## 历史
胶合板制作已有数千年的历史；已知最早的胶合板在大约公元前3500年的古埃及，当木制品被锯开的木皮交错的胶合在一起。这本来是由于好木材不足引起的。高质量的胶合在低质量的木片上，起到了装饰效果，以及结构的互补。
现代的胶合板的单板由旋切机制作。这种机器由Immanuel Nobel发明。第一台在19世纪中期在美国造成。胶合板几十年来都是最重要的建筑材料。
比较OSB（定向刨花板） 和MDF（中密度纤维板）。

## 胶合板应用
胶合板要求高质量的板材的地方有很多应用，高质量是指抗破裂，抗收缩，抗扭曲。
胶合板也被用来做为工程材料。从二战以来也被用在海洋和航空领域。

### 木业杂志
- 国际木业
- 中国人造板

## 外部連結
- The Engineering Wood Association (formerly known as the American Plywood Association) （页面存档备份，存于）
- Canadian Plywood Association - Plywood Manufacturing Process，Grades and Specifications，Engineering Design Values，Technical Literature，Mill Contact Info，Environmental Practices，International Certification，Hobby Ply-Plans  （页面存档备份，存于）
- Sellers，Terry。1985。Plywood and Adhesive Technology. New York: Dekker。ISBN 0-8247-7407-8
- www.BQwood.com （页面存档备份，存于）